# 桜井ういよ
桜井 ういよ（さくらい ういよ）は、日本の女性タレント、声優、ナレーター。所属事務所はワイワイワイ。
大阪薫英女子短期大学卒業。所属前はういよ。の名で活動をしていた。

## 来歴
第1回ミスヤングアニマルgirlsコンテストではインターネット投票により特別賞を受賞。
関西テレビ制作・フジテレビ系全国ネット「ベリーベリーサタデー!」のナレーションに新人ながら抜擢され、番組開始当初は、ほとんどのコーナーのナレーションを担当しそれぞれ声を変えて、収録ではなく生で行っていた。
遊園地、施設のVPや教材のキャラクターを担当することが多く、女性は幼児から老女、男性は幼児から少年までをこなす。
CMソングなど歌手としての活動も行っている。
14年間所属していた大阪テレビタレントビューローが2018年3月31日付で解散したため、同年4月1日付でワイワイワイに所属となった。

## 人物
フリーアナウンサーと称されることもあるが、本人は「この肩書きは恐れ多い」と否定している。
素の性格はおっとりとしていて天然。畑中フーに「超天然爆弾娘」と名づけられた。
趣味は鉄道、謎解き＆リアル脱出ゲーム、マトリョミン、パンケーキ食べ歩き。

## 過去の出演作品

### ナレーション
- NEXT（スカイ・エー、ナレーション）
- 胸キュン!女子バスケ（スカイ・エー、ナレーション）
- ベリーベリーサタデー!（関西テレビ制作フジテレビ系全国ネット）
- テレビの木（関西テレビ）
- 別冊カンテレ批評（関西テレビ放送|関西テレビ）
- 2時ワクッ!（関西テレビ）
- 芸能人THE家族力バトル!（朝日放送）
- 麒麟の世界一ウケた授業（関西テレビ）
- 卒業させます麒麟です（関西テレビ）
- 先取り!必見冬シネマ（朝日放送）
- トミーズのくいだおれ大阪!安くてうまいもん大賞2006（テレビ大阪）
- 京都知られざる光の庭 “庭師100年・小川治兵衛の近代”（NHK-BS）

### テレビアニメ
- ココモコ・ハッピー（タンタン、ラック)

### Webアニメ
- THE KING OF FIGHTERS: DESTINY（ジャン）

### 吹き替え
- ソウルスピーカー（シン・ジス）

### ゲーム
- ♂モット!!恋愛主義♀「ユークリッド・スペース」（ウィル＝ミテーブル）

### ラジオ出演
- ドッキリ!ハッキリ!三代澤康司です（2009年7月-、ABCラジオ、リポーター）
- アステラス製薬 健やかライフ（2009年7月-、ABCラジオほか）

- 懐かしの歌謡コレクション（RSKラジオ）パーソナリティー
- ほっとハート!にちよう柴田塾（2007年4月_、ABCラジオ）「おうまのけいこ（競馬コーナー）」「あの街この街商店街コーナー」担当

### CM
- アラジン「グラファイトトースター」出演
- au ラジオCMソング「数学篇」ユニットmathematics girlsとして参加
- 西松屋 ナレーション
- ノムラクリーニングCMソング・ペンちゃん、ペン子ちゃん・ナレーション
- JR西日本「e5489」ナレーション
- 京阪電気鉄道「ここを走ります編」CMソング・ナレーション
- プリッツプリーツのスカート編 バックコーラス（グリコ）
- ちくさ高原スキー場CMソング・ナレーション
- 丸長CMソング
- のののパズルちゃいリアン　ナレーション（任天堂）

### テレビ番組出演
- 園田競馬実況中継（鉄道チャンネル)-キャスター
- 第8回JBC競走中継（2008年10月、サンテレビ・東京メトロポリタンテレビジョン・グリーンチャンネル）司会
- 西の砂塵! JBC@園田けいば〜前夜検討会〜（2008年10月、サンテレビ・三重テレビ・グリーンチャンネル）-司会
- 園田競馬完全中継（CS）- キャスター
- テレビヤンネット（読売テレビ）- リポーター
- 満腹!ぱそ丼（スカパー）- アシスタント
- 体験!健康への第一歩（山陽放送）- リポーター
- テレ〇情報局　「マルなお店」-リポーター

### 映画
- 満月のパレード（香西志帆監督）ヨリコ役

- 3月のメール RE:RE:RE:I miss her

### その他
ラジオドラマ
- Kiss FM「Mediterrasse Sound Collage ～12月の神戸に舞い降りたひとひらの奇跡～」杉原結役

オーディオブック
- 「ティッシュペーパーボーイ」有吉玉青 作 朗読

朗読
- USEN 「耳で読む文芸/ミステリー」
  - パリ行最終便
  - オドオドの頃を過ぎても
  - 新耳袋

歌
- ライフ 鍋ライフ 店頭キャンペーンソング

### イベント
- 叡山電鉄「ひえい」披露式典・発車式　司会進行

- 近鉄奈良線開業100周年記念 鉄道まつり　桜井ういよ トークショー
- 大阪地下鉄サミット　ゲスト出演（SUY'tsとして）